# FMレイクトピア
FMレイクトピア（えふえむ・れいくとぴあ）は、2000年3月に発生した有珠山の噴火に伴い、有珠山周辺の市町村に向けた行政情報を提供する目的で2000年5月7日から2001年3月31日までの約11ヶ月間に渡って放送を行った、北海道虻田町（現・洞爺湖町）による臨時災害FM放送局である。

## データ
- 周波数 76.1MHZ
- 出力 100W
- 呼出符号 JOYZ1M-FM
- 呼出名称 あぶたちょうさいがいFMほうそう
- 放送時間 毎日12:00~19:00
- サービスエリア（市町村名は当時のもの） 虻田町、伊達市、壮瞥町、豊浦町、洞爺村
- 番組の内容 虻田町のボランティアが中心となって、自治体からの最新情報を中心に編成していた。
- 当初放送免許は2001年5月6日までの1年間割り当てられていたが、防災行政無線などの情報伝達体制が確立されたことから、予定を切り上げて同年3月31日で放送終了となった。